# Alex Martinho (álbum)
Alex Martinho é o álbum de estreia do aclamado guitarrista brasileiro Alex Martinho.
Ele foi lançado em 1994, e contou com 11 músicas.

## Faixas
Todas as canções são de autoria de Alex Martinho.
| N.º            | Título               | Duração |  |
| 1.             | "Meu Caminho"        | 04:38   |  |
| 2.             | "Horizontes"         | 04:14   |  |
| 3.             | "L. A."              | 03:59   |  |
| 4.             | "Na Noite Escura"    | 04:42   |  |
| 5.             | "A Lenda (Intro)"    | 00:27   |  |
| 6.             | "A Lenda"            | 04:28   |  |
| 7.             | "Viagem"             | 02:59   |  |
| 8.             | "De Volta pra Casa"  | 04:19   |  |
| 9.             | "Perto dos Sonhos"   | 03:32   |  |
| 10.            | "A Outra Parte"      | 04:42   |  |
| 11.            | "A Lenda (parte II)" | 00:49   |  |
| Duração total: | Duração total:       | 39:50   |  |

## Prêmios e Indicações
- 1995 - Prêmio Sharp de Música - CD "Alex Martinho" (indicado)[2][3]